# Język awyi
Język awyi (a. awji, awye, awje), także nyao (a. njao) – język papuaski używany w prowincji Papua w Indonezji, blisko granicy z Papuą-Nową Gwineą (dystrykt Arso, kabupaten Keerom). Należy do rodziny języków granicznych.
Według danych z 2000 roku posługuje się nim 350 osób. Potencjalnie zagrożony wymarciem ze względu na presję ze strony języka indonezyjskiego.
Nie wykształcił piśmiennictwa.
Nie jest spokrewniony z językiem auye, należącym do grupy wissel lakes (paniai lakes). 